# Paweł Zygmunt (łyżwiarz szybki)
Paweł Jan Zygmunt (ur. 15 lipca 1972 w Krośnie) – polski łyżwiarz szybki, olimpijczyk, wielokrotny mistrz kraju.

## Życiorys
Trenował łyżwiarstwo szybkie w klubach z Zakopanego i Krynicy. Wystąpił na igrzyskach w Lillehammer w 1994, Nagano w 1998, Salt Lake City w 2002 i Turynie w 2006. 40 razu zdobywał mistrzostwo Polski na dystansach 1000 m, 1500 m, 3000 m, 5000 m, 10 000 m i w wieloboju łyżwiarskim. Został rekordzistą Polski na dystansach 3000 m, 5000 m, 10 000 m i w wieloboju łyżwiarskim. Zajął 2. miejsce na mistrzostwach Europy w Erfurcie w 2002 na dystansie 10 000 m, a także 3. miejsca na mistrzostwach świata w 2002 w Heerenveen na 10 000 m oraz na mistrzostwach Europy w 2003 na 5000 m.
Absolwent Szkoły Mistrzostwa Sportowego w Zakopanem (1992). W 1998 ukończył studia na Akademii Wychowania Fizycznego w Krakowie, uzyskał magisterium z wychowania fizycznego. W 2006 zakończył karierę zawodową. Został członkiem komisji technicznej Międzynarodowej Unii Łyżwiarskiej. Działacz Polskiego Komitetu Olimpijskiego. W 2010 bez powodzenia kandydował z listy PO do sejmiku małopolskiego.
Żonaty z Katarzyną Zygmunt, psychologiem sportu i sędzią hokeja na lodzie, córką hokeisty Ryszarda Bialika. Mają trzech synów: Franciszka, Pawła i Alberta.